# Barkmarket
Barkmarket war eine amerikanische Musikgruppe, die gegen Ende der 1980er Jahre und in den 1990er Jahren aktiv war und Noise-Rock gespielt hat.

## Geschichte
Die Band um Sänger Dave Sardy stammt aus Brooklyn, New York.
Im Jahr 1987 erschien das selbstbetitelte Debütalbum Eats Head Of Owner als Cassette. Das Album danach (1-800-Godhouse) war eine LP und das danach (The Easy Listening Record) neben Cassette und LP auch eine CD. Bis zur Auflösung im Jahr 1997 folgten in diesem Jahrzehnt noch mal drei Studioalben, von denen die letzten beiden bei American Recordings herausgebracht wurden. Über die Alben hinaus nahm die Band auch einige Singles auf. Dazu gehören unter anderem Peacekeeper und Visible Cow, die 1995 bzw. 1996 bei Man’s Ruin Records respektive Play It Again Sam Records erschienen.

## Stil
In der Vorankündigung eines Konzerts 1996 in Berlin schrieb die taz, dass Barkmarket im Jahr 1991 „psychotischen Garagen-Industrial“ gespielt habe. Die Musik auf dem bis dahin letzten Berliner Konzert 1994 wurde als „Mahlstrom aus brachialem Noise und peinigender Unruhe“ bezeichnet.
Im Alternative-Rock-Fachmagazin Visions wurde die Musik auf dem abschließende Album L. Ron von Markus Tillmann so beschrieben:

„Alles erschlagend und mit gefährlich schief gelagerter Rhythmik, spielen sich Barkmarket an jeder Kategorisierung vorbei, vermischen mit Wahnwitz dumpfe Schwere, schmierig-verzerrte Riffs, übersteuerten Bratz-Noise und Low-Fi zu einem vereinnahmenden Klangwalzwerk, das seinesgleichen sucht.“

## Diskografie
- 1987: Barkmarket
- 1988: 1-800-Godhouse
- 1989: The Easy Listening Record
- 1991: Vegas Throat
- 1993: Gimmick
- 1996: L. Ron